# Cronica anilor de foc
Cronica anilor de foc ((în arabă وقائع سنين الجمر); (în franceză Chronique des Années de Braise) este un film dramatic istoric algerian din 1975 regizat de Mohammed Lakhdar-Hamina. Acesta prezintă Războiul Algerian de Independență văzut prin ochii unui țăran.
Filmul a câștigat premiul Palme d'Or la Festivalul Internațional de Film de la Cannes din 1975. A fost, de asemenea, selectat pentru a participa din partea Algeriei la Premiul Oscar pentru cel mai bun film în limba străină, dar nu a fost nominalizat.

## Distribuție
- Yorgo Voyagis - Ahmed
- Mohammed Lakhdar-Hamina - Povestitorul nebun
- Hadj Smaine Mohamed Seghir - Bătrânul satului
- Leila Shenna - Soția
- Cheikh Nourredine - Prietenul
- François Maistre - Maistrul de carieră